# رفد الشام (المخادر)

تعديل مصدري - تعديل

رفد الشام محلة تابعة لقرية المرقب، التابعة لعزلة الصفي بمديرية المخادر إحدى مديريات محافظة إب في الجمهورية اليمنية، بلغ تعداد سكانها 21 حسب تعداد اليمن لعام 2004.